# Emerich Kastner
Emerich Kastner, född 29 mars 1847 i Wien, död där 5 december 1916, var en österrikisk musikolog.
Kastner ägnade sig främst åt Richard Wagner och författade Richard Wagner-Katalog, Richard Wagner-Kalender samt förteckning över hans brev. Han påbörjade även ett tonkonstnärs- och operalexikon (1889) och utgav Ludwig van Beethovens brev (1911).